# 珍·莎琪
珍妮花·蕾妮·莎琪（英語：Jennifer Rene "Jen" Psaki，Psaki读作/sɑːkiː/，1978年12月1日—），希腊裔美国人，生于康涅狄格州格林威治，2000年毕业于威廉与玛丽法学院。曾任美国国务院发言人、前美国总统巴拉克·奥巴马的副发言人以及白宫新闻秘书。傑伊·卡尼离开白宫之后，由她接替担任白宮高級助理。她之前曾担任白宫通讯联络副主管，帕莎其离开白宫之后，加入2012年奥巴马总统连任竞选阵营，担任其新闻秘书。
2017年2月7日，普萨基开始在CNN担任政治评论员。2020年11月，普萨基离开CNN，加入拜登-哈里斯过渡团队。
2021年3月，接任拜登政府白宮發言人的普薩基強調，3月18及19日兩天的美中高層會談上，國務卿安東尼·布林肯和同樣參與會議的國家安全顧問杰克·苏利文（Jake Sullivan），絕不會向中國退讓，「無論是台灣議題、香港民主倒退，或是我們在經濟上的問題」。
2022年5月5日，白宫宣佈，普薩基確定將於5月13日辭職，離開白宮后，將加入微軟全國廣播公司。